# This Is My Time
This Is My Time (Tiếng Việt: Đến Lúc Của Tôi Rồi) là album phòng thu do nữ ca-nhạc sĩ người Mĩ Raven-Symoné. Album này được phát hành tại Mĩ vào ngày 21 tháng 9 năm 2004 do hãng thu Hollywood Records. Album lần đầu đứng vị trí 51 trên bảng xếp hạng âm nhạc Mĩ Billboard 200, với 19,000 bản được bán trong tuần đầu tiên. Trở thành album thành công nhất của Symoné từ trước đến nay với tổng cộng 235,000 bản được bán vào ngày 2 tháng 2 năm 2007 tại Mĩ bởi Nielsen SoundScan.

## Sản xuất và chiến dịch quảng bá
Symoné trước khi phát hành album đã phát hành một đĩa mở rộng gồm 5 ca khúc trích từ album do hãng Hollywood Records vào 1 tháng 1 năm 2004 gồm ca khúc như "Backflip", "Bump", "Overloved", "What Is Love?", và "Mystify". Sau khi phát hành album đây đủ thời lượng thì đĩa mở rộng này vẫn tiếp tục được bày bán và quảng bá.
Trong khi thực hiện các công đoạn cho việc phát hành album, "Backflip" đã được chọn là đĩa đơn đầu tiên nằm trong album.
4 ca khúc trong album này đều được sử dụng để làm nhạc phim cho các bộ phim của Disney gồm: The Lion King 1½ với bài "Grazing in the Grass"; The Princess Diaries 2: Royal Engagement với "This Is My Time"; Ice Princess với "Bump"; và Go Figure với "Life Is Beautiful".

## Diễn biến trên bảng xếp hạng
This Is My Time đứng vị trí quán quân trên bảng Billboard Top R&B/Hip-Hop Albums tại Mĩ và vị trí 51 tại bảng Billboard 200, với 19,000 bản được bán sạch trong tuần đầu; giúp đây là album thành công nhất trên các bảng xếp hạng tại Mĩ của cô. Album có mặt trong top 100 đến 30 tuần, với 235,000 bản được bán trong ngày 2 tháng 2 năm 2007 bởi thống kê của Nielsen SoundScan.

## Danh sách ca khúc
1. "Mystify" (Matthew Gerrard, Robbie Nevil, Jay Condiotti) – 3:46
2. "Backflip" (Kara DioGuardi, Scott Storch) – 3:53
3. "What Is Love?" (Kara DioGuardi, Mich Hansen, Joe Belmaati, Robin Carlsson) – 3:46
4. "Overloved" (Diane Warren) – 4:11
5. "Set Me Free" (Raven-Symoné, Robin Thicke, James Gass, Sean Hurley) – 3:45
6. "Alice" (Raven-Symoné, Jeffrey Fortson, James Joiner III) – 3:59
7. "Just Fly Away" (Raven-Symoné, Ray Cham, Haskel Jackson) – 3:33
8. "Bump" (Matthew Gerrard, Robbie Nevil, Jay Condiotti) – 3:28
9. "Life Is Beautiful" (Shelly Peiken, Jeff Franzel, Eve Nelson, Maria Christensen) – 3:17
10. "What's Real?" (Guy Roche, Shelly Peiken) – 3:35
11. "Grazing in the Grass" (Philemon Hou, Harry Elston) – 3:08
12. "Typical" (Raven-Symoné, Matthew Gerrard, Robbie Nevil) – 3:16
13. "This Is My Time" (Raven-Symoné, Matthew Gerrard, Robbie Nevil) – 4:24

### Tặng kèm
Bản tại châu Âu
1. Video ca nhạc của Backflip

### Đĩa mở rộng
1. "Backflip"
2. "Bump"
3. "Overloved"
4. "What Is Love?"
5. "Mystify"

## Bảng xếp hạng
| Bảng xếp hạng (2004/2005)             | Vị trí |
| ------------------------------------- | ------ |
| U.S. Billboard 200                    | 51     |
| U.S. Billboard Top R&B/Hip-Hop Albums | 50     |

## Lịch sử phát hành
| Quốc gia  | Ngày                 | Hãng đĩa                        |
| --------- | -------------------- | ------------------------------- |
| Châu Âu   | 7 tháng 9 năm 2004   | Megaphon Importservice          |
| Anh Quốc  | 14 tháng 9 năm 2004  | Hollywood                       |
| Nhật Bản  | 15 tháng 9 năm 2004  | Hollywood                       |
| Hoa Kỳ    | 21 tháng 9 năm 2004  | Hollywood                       |
| Canada    | 21 tháng 9 năm 2004  | Hollywood/Universal Music Group |
| Slovakia  | 21 tháng 9 năm 2004  | Hollywood/Universal Music Group |
| Pháp      | 21 tháng 9 năm 2004  | Hollywood/Universal Music Group |
| Hong Kong | 15 tháng 10 năm 2004 | Hollywood/Universal Music Group |